# Hałuszowa
Hałuszowa – wieś w Polsce położona w województwie małopolskim, w powiecie nowotarskim, będąca sołectwem w gminie Krościenko nad Dunajcem.
W latach 1975–1998 miejscowość administracyjnie należała do województwa nowosądeckiego.
We wsi jest kaplica śś. Fabiana i Sebastiana.

## Historia
Hałuszowa była jedną z najmniejszych wsi w starostwie czorsztyńskim. Jej nazwa pojawia się w roku 1608 w dokumentach kościelnych. W 1616 roku wymieniane jest już sołectwo, natomiast w 1620 – łąka w Hałuszowej obok gruntu chłopa Hucza. Lustracja z roku 1765 wylicza stąd 1 rolę, 6 zagród i folwark. W latach międzywojennych było w Hałuszowej 40% analfabetów, a ponad połowa ziemi ornej należała do majątku Czorsztyn. Miejscowość stanowi 'rezerwat' folkloru pienińskiego, zachowało się tu budownictwo góralskie, spotyka się także stroje regionalne w odmianie szczawnickiej. 

## Turystyka
Miejscowość położona jest w atrakcyjnym dla turystów i wczasowiczów miejscu – bezpośrednio na północnych zboczach Pienin Czorsztyńskich i w dolinie potoku Krośnica spływającego spod Przełęczy Snozka do Dunajca oraz jego dopływu – Hałuszowskiego Potoku płynącego z przełęczy Osice. W miejscowości znajduje się czynne w miesiącach letnich (lipiec – sierpień) schronisko młodzieżowe. Górnymi rejonami pól uprawnych, polan i lasów wsi przebiega bardzo atrakcyjny widokowo niebieski szlak turystyczny z Czorsztyna do Szczawnicy przez przełęcz Osice, Macelak, przełęcz Trzy Kopce, przełęcz Szopkę, Trzy Korony, Zamkową Górę, Bajków Groń, Czerteż, Czertezik, Sokolicę.